# Сирень мохнатая
Сире́нь мохна́тая (лат. Syringa villosa) — кустарниковое растение, вид рода Сирень (Syringa) семейства Маслиновые (Oleaceae).

## Ботаническое описание
Кустарник высотой до 4 м, густо олиствлённый. Побеги направлены вверх. Молодые ветви жёлто-серого цвета, однолетние часто покрыты нежными короткими волосками, которые вскоре отпадают. Ветви двухлетних растений серо-буро-жёлтые, голые.
Черешок длиной 1—1,5 (2) см. Листовая пластинка продолговатой формы, суживающаяся книзу и кверху, длиной 4—16 см и шириной 3,5—6 см, сверху гладкая, зелёная, снизу с разбросанными прижатыми белыми волосками, расположенными главным образом вокруг жилок, или практически голая, бледно-зелёного цвета.
Соцветия (10) 15—30 см в длину, прямостоячие, метельчатые, узко-пирамидальной или цилиндрической формы, расположенные на конце побегов нынешнего года, с двумя парами листьев в нижней части. Ось соцветия голая или бархатисто опушенная, ветви бархатистые либо редко покрыты длинными щетинистыми волосками. Чашечка по длине в 3—4 раза меньше трубки венчика, без волосков, зеленоватого цвета, часто с реснитчатыми краями. Зубцы чашечки широкие, с тупым концом. Цветки розово-фиолетовые, душистые. Трубка венчика узкая, воронковидно расширяющаяся кверху, вместе с отгибом составляет 1,4 см в длину. Доли венчика на конце ложковидные.
Коробочка туповатая или слабо заострённая в верхней части, длиной до 1,7 см. Цветение происходит в июне-июле. Плодоносит во второй половине июля-августе.
Вид описан из округи Пекина. Тип в Дании.

## Экология и применение
В культуре сирень мохнатая используется с 1855 года. Морозостойкое, засухоустойчивое растение. Используется в групповых посадках и живых изгородях для озеленения.
Распространена в Китае — провинции Хубэй и Шэньси.
Используется в селекционных программах. В результате скрещивания сирени мохнатой (Syringa villosa) и пониклой (Syringa reflexa) создана большая группа зимостойких декоративных сортов объединённых под названием Syringa × prestoniae. Одним из распространённых сортов этой группы является Syringa × prestoniae 'Miss Canada'.

## Классификация
Вид Сирень мохнатая (Syringa villosa) входит в род Сирень (Syringa) семейство Маслиновые (Oleaceae).
|  |                  |  |                     |                          |                        |  | ещё 45 порядков покрытосеменных (согласно Системе APG II) | ещё 45 порядков покрытосеменных (согласно Системе APG II) |                                            |  |  |  | ещё 24 рода        | ещё 24 рода         |  |  |
|  |                  |  |                     |                          |                        |  | ещё 45 порядков покрытосеменных (согласно Системе APG II) | ещё 45 порядков покрытосеменных (согласно Системе APG II) |                                            |  |  |  | ещё 24 рода        | ещё 24 рода         |  |  |
|  |                  |  |                     | отдел Цветковые растения |                        |  |                                                           |                                                           | семейство Маслиновые                       |  |  |  |                    | вид Сирень мохнатая |  |  |
|  |                  |  |                     | отдел Цветковые растения |                        |  |                                                           |                                                           | семейство Маслиновые                       |  |  |  |                    | вид Сирень мохнатая |  |  |
|  | царство Растения |  |                     |                          | порядок Ясноткоцветные |  |                                                           |                                                           | род Сирень                                 |  |  |  |                    |                     |  |  |
|  | царство Растения |  |                     |                          |                        |  |                                                           |                                                           |                                            |  |  |  |                    |                     |  |  |
|  |                  |  | ещё около 21 отдела | ещё около 21 отдела      |                        |  |                                                           | ещё 21 семейство (согласно Системе APG II)                | ещё 21 семейство (согласно Системе APG II) |  |  |  | ещё около 10 видов |                     |  |  |
|  |                  |  |                     | ещё около 21 отдела      |                        |  |                                                           |                                                           | ещё 21 семейство (согласно Системе APG II) |  |  |  |                    |                     |  |  |